# Le Pique-nique
Pour plus de détails, voir Fiche technique et Distribution.
Le Pique-nique (The Picnic) est un dessin animé de Mickey Mouse produit par Walt Disney pour Columbia Pictures et sorti le 23 octobre 1930. Pluto apparaît dans ce film sous le nom de Rover et comme le chien de Minnie Mouse.

## Synopsis
C'est l'été. Mickey et Minnie partent en pique-nique. Minnie emmène avec elle son chien Rover. Tandis que ce dernier part à la chasse au lapin, Mickey et Minnie dansent joyeusement avant de manger. Les animaux de la forêt en profitent pour chapardonner dans leur panier repas. Les choses se gâtent encore plus lorsqu'il se met à pleuvoir.

## Fiche technique
- Titre original : The Picnic
- Titre français : Le Pique-nique
- Série : Mickey Mouse
- Réalisateur : Burt Gillett
- Animateur : David Hand
- Voix : Walt Disney (Mickey), Marcellite Garner (Minnie), Pinto Colvig (Pluto)
- Producteur : Walt Disney, John Sutherland
- Distributeur : Columbia Pictures
- Date de sortie : 23 octobre 1930[1]
- Format d'image : Noir et Blanc
- Durée : 7 min
- Langue : (en)
- Pays :  États-Unis

## Commentaires
C'est la seconde apparition graphique d'un chien qui deviendra quelques mois plus tard Pluto. L'aspect graphique avait été utilisé une première fois en août 1930 dans Symphonie enchaînée (The Chain Gang). Pluto est ici nommé Rover et est le chien de Minnie Mouse. Ce n'est qu'en 1931, avec La Chasse à l'élan (The Moose Hunt) que Pluto deviendra le chien de Mickey et sous le nom de Pluto.